# Nikola Bulatović
Nikola Bulatović (in montenegrino Николa Булaтовић; Titograd, 28 agosto 1971) è un ex cestista e allenatore di pallacanestro montenegrino, professionista in Italia.

## Carriera
Con la Jugoslavia ha disputato i Campionati europei del 1997 e i Campionati mondiali del 1998.

## Palmarès
- YUBA liga: 3

Partizan Belgrado: 1994-95
Budućnost: 1998-99, 1999-2000
- Coppa di Jugoslavia: 2

Partizan Belgrado: 1995
FMP Železnik: 1997
- Coppa di Bosnia ed Erzegovina: 1

Igokea Partizan: 2007
- Coppa Saporta: 1

Mens Sana Siena: 2001-02
- FIBA Europe Cup: 1

Asesoft Ploieşti: 2004-05